# 德呂納山
德呂納山（英語：Drune Hill）是南極洲的山峰，位於亞歷山大一世島，處於胡夫峰以北1公里和皮爾斯穹東北面0.5海里，海拔高度680米，現時由南極條約體系管理。